# State of Emergency (The Living End)
State of Emergency è il quarto album in studio del gruppo musicale australiano The Living End, pubblicato nel 2006.

## Tracce
1. 'Til the End – 4:27
2. Long Live the Weekend – 2:54
3. No Way Out – 2:40
4. We Want More – 3:41
5. Wake Up – 4:31
6. What's on Your Radio – 3:02
7. Nothing Lasts Forever – 4:52
8. One Step Behind – 4:20
9. Reborn – 3:49
10. Order of the Day – 3:38
11. Nowhere Town – 4:06
12. State of Emergency – 2:58
13. Black Cat – 3:45
14. Into the Red – 3:08

## Formazione
- Chris Cheney – voce, chitarra
- Travis Demsey – batteria, cori
- Scott Owen – contrabbasso, cori